# Arthur A. Patchett
Arthur Allan Patchett  (* 28. Mai 1929 in Middletown, New York; † 2. Dezember 2022 in New Providence, New Jersey) war  ein US-amerikanischer Chemiker.

## Leben
Patchett studierte Chemie an der Princeton University mit dem Bachelor-Abschluss summa cum laude 1951, war 1951/52 als Fulbright-Stipendiat an der Universität Cambridge und wurde 1955 an der Harvard University bei Robert B. Woodward promoviert (über die Synthese von Lanosterin). Als Post-Doktorand war er bei Bernhard Witkop an den National Institutes of Health, wo er in Biochemie und an der Synthese von Aminosäure-Analoga arbeitete. Ab 1957 war er bei Merck & Co. 1962 wurde er Leiter der Abteilung synthetische Chemie und 1972 eines neuen zentralen Entwicklungszentrums (New Lead Discovery Department), in dem Naturprodukte aus Pilzen und Bakterien (Streptomycetaceae) auf ihre Wirkung gescreent wurden.
Unter seiner Leitung wurde das nichtsteroidale Antirheumatikum Diflunisal (als Dolobid vermarktet) synthetisiert. Als Ergebnis der Screening Projekte bei Merck & Co. wurde das Statin Mevacor (Lovastatin) entwickelt und synthetisiert. Es hemmte die HMG-CoA-Reduktase und senkte so den Cholesterin-Spiegel und war das erste solche Medikament auf dem Markt. Durch Addition einer Methylgruppe wurde es zu Zocor weiterentwickelt, ein Blockbuster für Merck & Co. (Simvastatin).
Weiter wurden unter seiner Leitung Enzym-Inhibitoren entwickelt, besonders die ACE-Hemmer Vasotec (Enalaprilat), Enalapril und Prinivil (Lisinopril) gegen Bluthochdruck.
Aus der Entdeckung des CCK-Antagonisten Asperlicin (zunächst im Screening gefunden) entstand bei Merck & Co. eine neue Strategie für rationale Medikamentenentwicklung. Man identifizierte eine „privilegierte Struktur“ aus der Synthese einfacherer Analoga – in diesem Fall basierend auf dem Benzodiazepin-Gerüst – und benutzte dies als Ausgangspunkt bei anderen Stoffen mit Kopplung an G-Protein-gekoppelten Rezeptoren. Dazu wurden Bibliotheken von Derivaten von „privilegierten Strukturen“ mit Dipeptiden als Liganden erzeugt. So entstanden Agonisten für Somatostatin und Melanocortin und sekretagog wirkende Substanzen für Wachstumshormone.
Ab 2002 war er Berater bei NeoGenesis (ab 2005 von Schering-Plough übernommen).
Er veröffentlichte über 180 wissenschaftliche Arbeiten und hielt über 180 US-Patente. 1971 stand er der Sektion medizinische Chemie der ACS vor. 1991 bis 1998 war er Mitherausgeber von Medicinal Research Reviews. 2001 stiftete Merck & Co. eine nach ihm benannte Professur in Princeton und er wurde Ehrendoktor des Bloomfield College.
2007 erhielt er den NAS Award for Chemistry in Service to Society (für seine Rolle bei der Entwicklung von Mevacor, Vasotec und Prinivil). 1987 und 1989 erhielt er den Directors Scientific Award von Merck & Co., 1992 den Discoverers Award der Pharmaceutical Manufacturers Association, 1993 den E. B. Hershberg Award und 2002 den Alfred Burger Award der ACS.
Er starb am 2. Dezember 2022 im Alter von 93 Jahren in New Providence.